# 千野啓太郎
千野 啓太郎（ちの けいたろう、1965年〈昭和40年〉9月 - ）は日本の警察官僚。宮城県警察本部長などを経て、中国四国管区警察局長。

## 経歴
1965年9月、東京都足立区出身。1988年3月に東京大学法学部を卒業し、警察庁に入庁。警察庁では、1992年に施行された暴力団対策法の策定に携わった。2013年から2年間は、内閣参事官として総理官邸屋上にドローンが落下した事件などの省庁の枠を超えた対応が必要な案件の対応にあたった。
2016年8月10日から2018年1月14日まで香川県警察本部長、2020年4月3日から宮城県警察本部長を務め、中国四国管区警察局長。

## 年譜
- 1988年
  - 03月：東京大学法学部卒業
  - 04月：警察庁入庁
- 1989年：警察庁刑事局捜査第二課[5]
- 1992年：警察庁刑事局暴力団対策部暴力団対策第一課[5]
- 1994年：北海道警察本部刑事部捜査第二課長[5]
- 1996年：警察庁刑事局刑事企画課[5]
- 1998年：大蔵省主計局調査課課長補佐[5]
- 1999年：大蔵省主計局主計官補佐[5]
- 2001年：警察庁生活安全局生活安全企画課[5]
- 2002年：警察庁生活安全局生活安全企画課理事官[5]
- 2003年02月：警察庁交通局交通規制課理事官[1]
- 2004年09月：警視庁生活安全部生活安全総務課長[1]
- 2005年08月：埼玉県警察本部刑事部長[1]
- 2007年02月：警察庁長官官房人事課監察官[1]
- 2009年10月：警視庁犯罪抑止対策本部副本部長[1]
- 2011年08月：警察庁生活安全局少年課長[1]
- 2013年06月：内閣官房副長官補付内閣参事官[1]
- 2015年10月：関東管区警察局総務監察部長[1]
- 2016年08月10日：香川県警察本部長[1]
- 2018年01月14日：総務省大臣官房付、地方公務員共済組合連合会監事[6]
- 2020年04月03日：宮城県警察本部長[4]
- 2021年08月30日：中国四国管区警察局長[7]
- 2022年08月31日：辞職[8]